# Buathra spinipes
Buathra spinipes är en stekelart som beskrevs av Ciochia 1974. Buathra spinipes ingår i släktet Buathra och familjen brokparasitsteklar. Inga underarter finns listade.